# Virtuelles Datenschutzbüro
Das Virtuelle Datenschutzbüro (VDB) ist ein offizielles Internetportal zu Themen des Datenschutzes und der Informationsfreiheit. Projektpartner sind Datenschutzbeauftragte verschiedener Länder und Organisationen. Die technische Bereitstellung erfolgt durch das Unabhängige Landeszentrum für Datenschutz Schleswig-Holstein. In einem Schlagwortsystem sind Informationen zu den Kategorien „Recht“, „Technik“ und „Institutionen“ zu finden. Außerdem sind dort Datenschutznachrichten und Veranstaltungshinweise zum Thema Datenschutz verzeichnet.

## Projektpartner
- Deutschland
  - staatliche Stellen
    - Der Bundesbeauftragte für den Datenschutz
    - Die Landesdatenschutzbeauftragten der Bundesländer:
      - Baden-Württemberg
      - Bayern
      - Berlin
      - Brandenburg
      - Bremen
      - Hamburg
      - Hessen
      - Mecklenburg-Vorpommern
      - Niedersachsen
      - Nordrhein-Westfalen
      - Rheinland-Pfalz
      - Saarland
      - Sachsen
      - Sachsen-Anhalt
      - Schleswig-Holstein
      - Thüringen

  - kirchliche Stellen
    - Der Datenschutzbeauftragte der Evangelischen Kirche Deutschlands
    - Der Datenschutzbeauftragte der Norddeutschen Bistümer der Katholischen Kirche
    - Der Datenschutzbeauftragte der Evangelischen Landeskirche Württemberg

  - Rundfunk
    - Der Datenschutzbeauftragte des Norddeutschen Rundfunks
    - Der Datenschutzbeauftragte des Südwestrundfunks
    - Der Datenschutzbeauftragte des ZDF

- Kanada
  - Information and Privacy Commissioner of Ontario

- Schweiz
  - Der Eidgenössische Datenschutz- und Öffentlichkeitsbeauftragte
  - Die Datenschutzbeauftragte des Kantons Basel-Landschaft
  - Der Datenschutzbeauftragte des Kantons Zürich
  - Der Datenschutzbeauftragte des Kantons Zug

- Liechtenstein
  - Der Datenschutzbeauftragte des Fürstentums Liechtenstein

- Polen
  - Büro des Generalinspektors für den Schutz personenbezogener Daten